# Каютине
Каю́тине — селище Вуглегірської міської громади Горлівського району Донецької області, Україна.
Через селище проходить залізниця, станція 1073 км.

## Населення
За даними перепису 2001 року населення селища становило 213 осіб, із них 58,69% зазначили рідною мову українську, 38,97% — російську, 2,35% — білоруську